# Giuseppe Francese
Giuseppe Francese (Taranto, 11 novembre 1932 – Vicopisano, 8 ottobre 1995) è stato un ammiraglio italiano, Comandante generale del Corpo delle capitanerie di porto - Guardia Costiera dal 4 aprile 1990 al 6 settembre 1995.

## Biografia
Dopo aver ottenuto la maturità scientifica, nel 1950 è entrato all'Accademia Navale di Livorno, effettuando diversi imbarchi su navi e sommergibili della Marina Militare fino al 1962, anno in cui è transitato nel Corpo delle Capitanerie di porto.
Dall’ottobre 1963 al 1965 ha ricoperto l'incarico di comandante del Circondario Marittimo di Porto Santo Stefano, per poi essere impiegato presso il gruppo insegnamento delle Capitanerie di porto in Accademia. Con il grado di Capitano di Corvetta ha ricoperto la mansione di comandante in seconda di COMPAMARE Viareggio sino al 1971, anno in cui venne trasferito in Liguria presso l'Ente autonomo portuale di Savona rimanendovi fino al 1975. Nominato Capitano di Fregata ha assunto il comando della Capitaneria di porto di Trapani. Dopo un biennio in Liguria negli uffici del Compartimento di Genova, ha prestato servizio come comandante in seconda della Direzione Marittima di Napoli. Ha frequentato poi la 36ª sessione del Centro Alti studi difesa e, dopo la promozione al grado di Contrammiraglio, ha assunto il Comando della Direzione Marittima della Toscana e Comandante della Capitaneria di Porto di Livorno dal 1985 al 1987, e dal 1987 al 1990, ha assunto l'incarico di Direttore Marittimo della Liguria – Comandante del porto di Genova. Nella notte tra il 14 e il 15 aprile 1989, mentre si trovava nella sua casa di Livorno, è stato colto da infarto e immediatamente ricoverato nel reparto dell'unità di terapia intensiva coronarica (utic) dell'ospedale di Livorno. Promosso Ammiraglio ispettore, e stato trasferito a Roma per dirigere il Corpo delle Capitanerie di porto, assumendo il 4 aprile 1990 l'incarico di Ispettore generale. Sotto la sua guida sono stati potenziati gli organici del Corpo (Legge 255/91), che ha anche acquisito autonomia amministrativa, ed è stato costituito il Comando Generale del Corpo delle Capitanerie di porto.
Dopo aver lasciato, il 6 settembre 1995 il comando del Corpo, muore appena un mese dopo, l'8 ottobre, nella frazione di San Giovanni alla Vena a Vicopisano. Alla sua memoria è stata intitolata la classe 300 della Guardia Costiera italiana, denominata Classe 300 "Ammiraglio Francese", costituita da dodici Motovedette d'altura veloci ognitempo e auto-raddrizzanti,  concepite per il servizio del soccorso marittimo ed entrate in servizio nel 2009.

## Onorificenze
L'ammiraglio Francese è stato insignito delle seguenti decorazioni ed onorificenze:
- Distintivo per pilota di aeroplano
- Commendatore dellʼordine della Repubblica Italiana
- Croce dʼoro con stelletta per 40 di anzianità di servizio
- Medaglia Mauriziana
- Croce al merito militense del Sovrano Ordine di Malta